# Bevin Prince

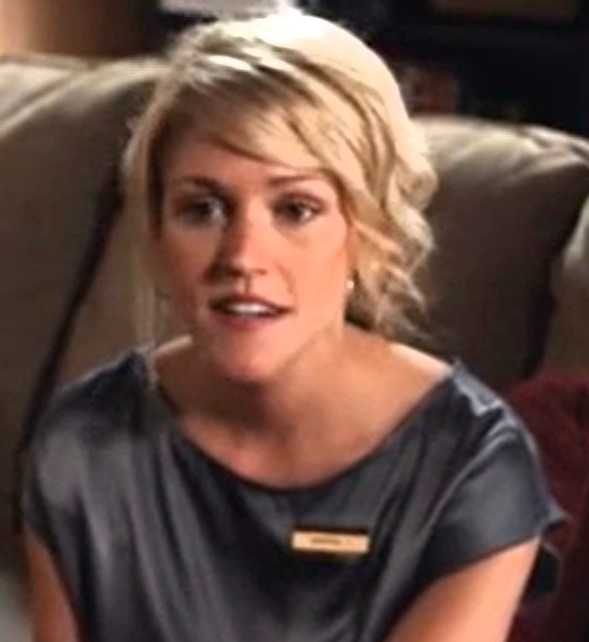
Bevin Prince, 2010

Bevin Anne Prince (* 23. September 1982 in Cary, North Carolina) ist eine US-amerikanische Schauspielerin.

## Leben und Karriere
Prince besuchte die Saint Mary’s School in Raleigh. Sie studierte an der UNCW.
In den Jahren 2004 bis 2008 spielte Prince die Rolle der Bevin Evan Mirskey in der Fernsehserie One Tree Hill. Diese Rolle stellte sie auch nochmals im Jahre 2012 dar. Diese ist ihre bisher bekannteste Rolle. Des Weiteren hatte sie Auftritte in Dr. House und Desperate Housewives. Weitere Auftritte hatte sie in diversen Horrorfilmen, unter anderem in Wreckage und Dark House.

## Filmografie (Auswahl)
- 2004–2008, 2012: One Tree Hill (Fernsehserie, 38 Folgen)
- 2007: Dr. House (House, Fernsehserie, Folge 4x01)
- 2009: Desperate Housewives (Fernsehserie, Folge 5x17)
- 2009–2010: Floored and Lifted (Fernsehserie, 3 Folgen)
- 2009: Dark House
- 2010: Groupie – Sie beschützt die Band (Groupie)
- 2010: Wreckage